# Chevrolet AAC-1937
El Chevrolet AAC-1937, también denominado «Chevrolet-1937» o «Autoametralladora-cañón (AAC) Chevrolet modelo 1937», es un automóvil blindado de origen español construido en Cataluña con el asesoramiento de ingenieros soviéticos. 
Tras el desmantelamiento de la Industria de guerra en Cataluña, la Subsecretaría de Armamento y Municiones española llevaría ingenieros soviéticos que basándose en los automóviles blindados BA-6 fabricarían un modelo similar en la fábrica Hispano-Suiza de Barcelona, aprovechando el chasis que ofrecía la General Motors Peninsular.
Con una fabricación de unas 140 unidades, (aunque otras fuentes hablan de entre 70 y 90 uds) los AAC-1937 combatieron en la guerra civil española en el frente oriental: el frente de Aragón y la ofensiva de Cataluña. Con un armamento diverso y buena fabricación se convirtió en el mejor blindado fabricado durante la contienda en Cataluña.
Tras la retirada del Ejército Popular de la República durante la ofensiva de Cataluña realizada por el Ejército franquista, algunas unidades cruzaron la frontera y fueron internadas por Francia e integrados a sus unidades de Caballería. Tras la derrota de Francia en 1940 en la batalla de Francia, el Heer capturó al menos 30 unidades que fueron utilizadas en el Frente del Este en tareas de seguridad, recibiendo la denominación de "Beutespähpanzer AAC-37(f)" o "Pz.Kpfw. 612".

## Antecedentes
Tras la Primera Guerra Mundial, España adquirió una docena de tanques Renault FT y seis Schneider CA1 a Francia. En 1921 estos tanques se enviaron a Marruecos donde entraron en combate el 17 de marzo de 1922 con malos resultados: principalmente porque al adelantarse a la infantería quedaron aislados, lo que los hizo vulnerables a la infantería enemiga, en algunos casos las ametralladoras de los tanques se bloquearon, con lo que sufrieron bastantes bajas. Después de este mal comienzo apoyarían puntualmente a las tropas españolas durante la guerra del Rif, destacando su uso en el desembarco de Alhucemas, victoria decisiva que permitiría que poco después los blindados volvieran a España.
La campaña marroquí demostró la importancia de la nueva arma y fomentó la adquisición de más tanques, unos cuantos Fiat 3000A a Italia el año 1924, y la fabricación de un tanque propio: el Tanque Ligero Trubia, del que se fabricaron cuatro prototipos en la Fábrica Nacional de Trubia en 1925. El intento de golpe de Estado de 1926, hizo que los tanques, asociados a los oficiales de artillería sublevados perdieran el favor de la administración y se cancelaran los proyectos de fabricación propia.
Los pocos tanques que aún quedaban operativos, antes del estallido de la guerra civil española, estaban agrupados en dos unidades: el Regimiento Ligero de Carros de Combate (LCC) número 1, estacionado cerca de Madrid, y el Regimiento LCC número 2, cerca de Zaragoza.

## Diseño
En Cataluña, después de aplastar el golpe en Barcelona, los trabajadores quisieron colaborar al esfuerzo bélico produciendo armamento, incluidos los tanques que escaseaban.
Partiendo de cero, y después del caos inicial, la Industria de guerra en Cataluña se encargó de gestionar la producción. Durante este período se fabricaron numerosos blindados experimentales con un rendimiento muy diverso.
Después de las Jornadas de mayo de 1937 el gobierno republicano iría restando competencias a la  IGC hasta controlar la industria armamentística catalana. Mientras tanto, los italianos y alemanes controlaban buena parte de los accesos navales a la península ibérica, lo que implicaba que la Unión Soviética no podía enviar material por mar. Por eso la Segunda República Española se empezó a interesar en la fabricación de un buen blindado local.
La subsecretaria de armamento española, aprovechando la ayuda de ingenieros soviéticos, inició el desarrollo de una autometralladora pesada y en abril de 1937 se empezaron a diseñar los primeros prototipos, basados en el modelo soviético BA-6. El más destacado fue la AAC-1937, basada en el chasis de un camión de General Motors Peninsular, el Chevrolet SD 1937, producido en Barcelona.
El problema era que el Chevrolet SD 1937 solo tenía dos ejes y el peso añadido por el blindaje lo hacía muy inestable. Para arreglarlo añadieron ejes de camiones GAZ-AAA soviéticos. El resultado fue que el nuevo blindado era muy parecido al BA-6, pero ligeramente más ágil gracias a un motor 10 CV más potente.

## Características
El blindaje del casco estaba fabricado en Altos hornos de Sagunto, Valencia (donde también se producía un automóvil blindado de buena calidad, el UNL-35 parecido al BA-20). La protección eran unas planchas de acero de 8 mm de espesor soldadas, en una línea muy similar a la de los blindados soviéticos de la época. Las diferencias más grandes eran las escotillas de acceso al motor, los neumáticos y los guardabarros.
El AAC-1937 normalmente disponía de una tripulación de cuatro personas: conductor, comandante, artillero y ayudante de conducción, que operaba la ametralladora del casco. El armamento y la configuración de la torreta era muy variable:
1. Una única ametralladora equipada a una torreta propia: Maxim, DT-27, MG 13.
2. Torretas recuperadas de tanques T-26, BT y BA-6.
3. Un cañón Puteaux SA 18 de 37 mm, aprovechado de tanques FT-17, con una ametralladora coaxial.

Posiblemente el armamento variaba según la disponibilidad y comenzaron a salir de fábrica en abril de 1937. La producción era de cuatro unidades por mes hasta que en marzo de 1938 los sublevados dividieron el territorio republicano en dos, aislando Cataluña del suministro de acero vital para la fabricación de blindados. Aun así se fabricaron pequeñas cantidades hasta febrero de 1938, en que toda Cataluña fue ocupada por las tropas franquistas, momento en el que cesó completamente la producción. En total se fabricaron entre 70 y 90 vehículos.

## Historial de combate
Las AAC-1937 participarían en la guerra civil española y la Segunda Guerra Mundial. Además, servirían al ejército de la España franquista hasta bien entrada la década de 1950 junto a unidades de caballería.

### Guerra civil española
Posiblemente el primer enfrentamiento en el que participaron los AAC-1937 fueron las Jornadas de mayo de 1937, junto con los UNL-35. Posteriormente combatirían con la 1.ª División Blindada (en Cataluña) y la 2.ª (en el Centro-Sur). Durante la guerra se estima que treinta autometralladoras fueron capturados por los sublevados, cambiando su armamento por ametralladoras MG 13
Tras la batalla del Ebro, donde los sublevados destruirían dieciséis vehículos y capturarían dieciocho, todos las autometralladoras restantes en Cataluña fueron retrocediendo durante la retirada de Cataluña hasta llegar a la frontera francesa, donde se entregaron a las autoridades francesas.

### Segunda Guerra Mundial
Al menos diecinueve AAC-37 fueron retenidos por los franceses después de la retirada de Cataluña. Al igual que con otros tipos de vehículos blindados, inicialmente se almacenaron. Sin embargo, a diferencia de otros modelos, se sabe que los AAC-37 entraron en servicio en junio de 1940. Fueron incorporados al 6.º régiment de cuirassiers de la DLM (1re division légère mécanique - 1.ª División Mecanizada Ligera), que estaba siendo reequipada en ese momento. La división fue destruida en el cerco del cuerpo móvil del ejército francés en Bélgica y el norte de Francia. La mayor parte de los AAC-37 fueron capturados por las tropas alemanas tras la rendición de Francia, siendo modificado su armamento original; estas variaciones incluían el uso de una ametralladora MG34 sustituyendo el cañón principal, el uso de una ametralladora MG 42, cambiando el papel del vehículo a transporte blindado de personal, o su uso como arma antiaérea autopropulsada con dos ametralladoras MG 34 o MG 42.
En manos alemanas, los AAC-1937 fueron renombrados como Pz.Kpfw 612 y participaron en el operación Barbarroja. Las referencias fotográficas indican que llegaron a participar en la batalla de Moscú y muchos serían destruidos por el Ejército Rojo. Para el invierno de 1942, se cree que únicamente quedaban tres AAC-1937 operativos en servicio en el ejército alemán, que fueron enviados a tareas de seguridad / antipartisanos.

## Usuarios
- República Española unos 140 vehículos
- España franquista al menos treinta vehículos fueron capturados por el ejército franquista y usados hasta bien entrada la década de 1950, mucho después de que quedaran obsoletos.[3]
- República Francesa al menos diecinueve vehículos cruzaron a Francia a finales de enero o principios de febrero y fueron internados por las autoridades francesas, posteriormente fueron usados por las tropas de caballería mecanizada contra los alemanes.[5]

- Alemania nazi vehículos capturados a los franceses tras la batalla de Francia.

### Listas relacionadas
- Anexo:Materiales históricos del Ejército de Tierra de España desde la posguerra